# مرواریدماهی‌ها
مرواریدماهی‌ها(نام علمی: Alburnus) نام یک سرده از تیره کپورماهیان است.